# Metridia asymmetrica
Metridia asymmetrica är en kräftdjursart som beskrevs av Brodsky 1950. Metridia asymmetrica ingår i släktet Metridia och familjen Metridinidae. Inga underarter finns listade i Catalogue of Life.